# Abraham Senior

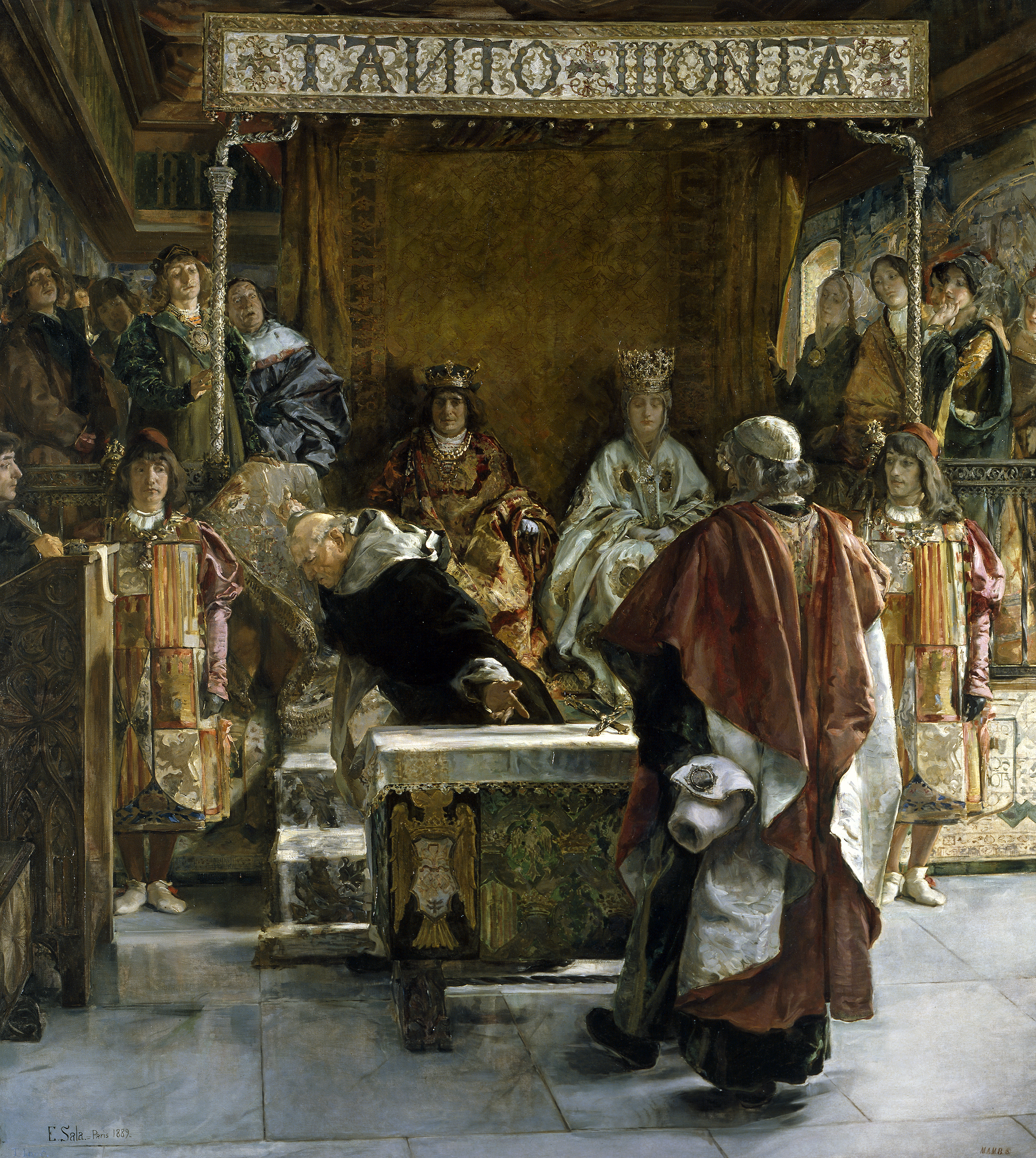
Espulsione degli ebrei, secondo Emilio Sala (1889).

Abraham Senior o Abraham Sennor o Abraham Senor (Segovia, 1412 – 1493) è stato un rabbino, banchiere e politico spagnolo alta carica della tenuta castigliana (almojarife maggiore di Castiglia o amministratore reale), che nel 1492 si convertì al cristianesimo, con il nome di Ferrán, Fernán o Fernando Pérez Colonnello o Fernando Núñez Colonnello e fondando un linaje noble, il del Colonnello.

## Famiglia
La famiglia Senior, Senneor o Seneor e il suo ambiente formarono un importante gruppo finanziario che dagli anni 1460 riuscì ad acquisire i principali redditi fiscali della Corona di Castiglia, nel cui affare permasero durante il resto del secolo. Intervennero anche in politica, appoggiando quelli che alcune fonti denominano un partito borghese, difensore degli interessi delle città artigiane del centro di Castiglia, governate da un Patriciado urbano proveniente dalla bassa nobiltà e dalla borghesia (come la propria Segovia). In questo gruppo emergeva la presenza di un buon numero di relazioni personali di Abraham Senior: la sua parente Andrés Cabrera (maggiordomo del re Enrique IV di Castiglia), la moglie di Andrés, Beatriz di Bobadilla (dama dell'allora principessa Isabel), e Alonso di Quintanilla, Contatore Maggiore di Conti, al quale il bambino Alfonso aveva affidato la fondazione di una fabbrica di moneta in Medina del Campo (città arricchtasi grazie alle ferias). Una delle conseguenze dell'attività di questo partito fu l'avviamento della Santa Fratellanza (1476), promossa per Quintanilla, della quale Abraham Senior arrivò a essere custode nel 1488.

## Biografia
Intervenne attivamente In appoggio della causa della comunità ebrea, sottomessa a una pressione sempre  maggiore. Grazie ai suoi sforzi, si riuscì raccogliere tra le sinagoghe castigliane una grande somma per permettere agli ebrei catturati nella prende di Málaga la continuità nell'esercizio della loro religione. In questa occasione li si accusò di avere venduto i gioielli delle donne sconfitte per aggiungere questa somma al riscatto. Dopo aver ritardato la decisione, lungamente considerata dai re, di espellere agli ebrei di Spagna e alla successiva vista della definitiva pubblicazione dell'Edicto di Melograno (31 di marzo di 1492), Abraham Senior e Isaac Abravanel sollecitarono la pubblicazione dell'editto in cambio di grandi somme di denaro, o una qualche  causa per essere esclusi. Davanti al diniego della regina, Senior, ora ottantenne, optò per la conversione, mentre il suo amico Abravanel (di 65 anni) scelse di conservare la sua religione e partì per Napoli.